# Frans van Anraat
Frans Cornelis Adrianus van Anraat (* 9. August 1942 in Den Helder) ist ein niederländischer Unternehmer und Kriegsverbrecher. 2005 wurde er zu 17 Jahren Haft verurteilt, weil er in den 1980er Jahren tausende Tonnen Chemikalien zur Herstellung von Giftgas an den Irak geliefert hatte, die unter anderem gegen Kurden und im Ersten Golfkrieg eingesetzt wurden.

## Leben

### Anfänge im Chemikalienhandel
Frans van Anraat wurde als Sohn eines Marine-Angehörigen geboren. Ein Studium als Laborant brach er ab und verließ Anfang der 1970er Jahre die Niederlande. Danach arbeitete er in Italien, der Schweiz und Singapur als technischer Berater für Ingenieurbüros, die chemische Fabriken im Irak bauten, wodurch er erstmals mit dem Chemikalienhandel in Kontakt kam. Daraufhin gründete er die Firma FCA Contractor (nach seinen Initialen) mit Sitz in Bissone, Schweiz. Von 1984 bis 1988 lieferte er als Zwischenhändler mithilfe seiner Firma tausende Tonnen Chemikalien an das Regime von Saddam Hussein, darunter Thiodiglykol, welches für Senfgas und Nervengas benutzt werden kann. Ein wesentlicher Teil dieser Chemikalien wurde von Baltimore über van Anraat nach Aqaba und schließlich in den Irak gebracht. Das irakische Regime führte am 16. März 1988 den luftgestützten Giftgasangriff auf Halabdscha mit Nervengas auf die nordirakische Kleinstadt Halabdscha aus, bei dem ungefähr 5.000 Kurden starben und 10.000 verletzt wurden.

### Festnahme
Am 27. Januar 1989 wurde van Anraat in Mailand festgenommen, konnte aber flüchten, als er für kurze Zeit auf freiem Fuß war. Er flüchtete in den Irak und lebte dort 14 Jahre lang unter dem Namen Faris Mansur Rashid el Bassas (Der mutige und intelligente Stoffhändler). Seine Firma FCA Contractor wurde 1992 aufgelöst. Am 22. Dezember 1997 begehrten die USA von den Niederlanden seine Auslieferung, aber am 20. November 2000 wurde das Auslieferungsbegehren ohne Angabe von Gründen wieder zurückgezogen. Im März 2003 kehrte er wegen der US-geführten Invasion im Irak über Syrien in die Niederlande zurück. Weil er nicht mehr als gesucht galt – er war der einzige Niederländer auf der US-amerikanischen Liste der Meistgesuchten –, konnte ihm die Einreise nicht verweigert werden. Er ließ sich in einer einfachen Wohnung in Amsterdam nieder, wo er seine demente Mutter versorgte. Diese Wohnung wurde ihm als "geschütztes Haus" vom niederländischen Auslandsgeheimdienst AIVD zur Verfügung gestellt, dessen Informant er offenbar war. Später nahmen ihn Polizisten der Dienst Nationale Recherche wegen Verdachts der Mittäterschaft an Kriegsverbrechen und Völkermord fest, da bekannt wurde, dass er aus den Niederlanden flüchten wollte.

### Verurteilung
Am 27. Januar 2005 wurde van Anraats Untersuchungshaft aufgehoben, das Innenministerium ging jedoch gegen diesen Beschluss mit Erfolg in Berufung. Am 21. November 2005 begann der Strafprozess in Den Haag. Am 23. Dezember 2005 wurde Frans van Anraat wegen Beihilfe an Kriegsverbrechen zu 15 Jahren Freiheitsstrafe verurteilt – der Höchststrafe. Eine Verurteilung wegen Völkermords erachtete das Gericht als nicht möglich, da keine stichhaltigen Beweise vorlagen, dass van Anraat tatsächlich wusste, dass seine Chemikalien zur Giftgasherstellung benutzt werden sollten.
In einem Fernsehinterview am 6. November 2003 verneinte van Anraat, dass er wusste, wozu der Grundstoff dienen konnte, und sagte, dass er auch keinen Anlass gesehen hatte, die niederländischen Autoritäten über den Handel zu informieren. Er sah sich auch nicht als mitschuldig am Massenmord an den Kurden an. Vielmehr stellte er sich als Geschäftsmann dar, der lieferte, was seine Kunden nachfragten und sich nicht verantwortlich dafür sah, was diese mit der Lieferung machten. Er argumentierte, ein Hersteller von Munition sei auch nicht verantwortlich, wenn damit ein Mord begangen würde  („Een fabrikant van munitie is ook niet verantwoordelijk als daar een moord mee wordt gepleegd“).
Nach dem Urteil gingen sowohl van Anraat als auch das Innenministerium in Berufung, über die ab dem 2. April 2007 am Berufungsgericht (niederländisch: Gerechtshof) in Den Haag verhandelt wurde. Am 9. Mai 2007 wurde Frans van Anraat wegen Beihilfe an Kriegsverbrechen zu 17 Jahren Haft verurteilt, zwei Jahre mehr als das Innenministerium gefordert hatte und er in der ersten Instanz bekommen hatte. Vom Vorwurf der Mittäterschaft zum Völkermord wurde er freigesprochen. 2009 reduzierte der Hohe Rat der Niederlande die Haftstrafe auf sechseinhalb Jahre. Seit 2015 ist van Anraat wieder auf freiem Fuss.